# Закон HADOPI
Закон HADOPI (фр. Haute Autorité pour la Diffusion des Œuvres et la Protection des droits d'auteur sur Internet), — французский закон, защищающий авторские права в интернете. Принят 22 октября 2009 года.
Часть закона, позволявшая приостановить доступ к интернету при повторных нарушениях была отозвана 8 июля 2013 по инициативе французского правительства, поскольку наказание было несоразмерным проступкам. Право же налагать штрафы или другие санкции на злостных нарушителей осталось в силе. Введение закона сопровождалось спорами, поскольку закон работал со значительным перевесом в сторону правообладателей в ущерб пользователям. Основными претензиями были:
- Принудительное отключение людей от сети, что по мнению Европарламента и Конституционного Совета лишало доступ к знаниям и нарушением прав человека;
- Доступ частных лиц (правообладателей) к процессу правосудия;
- Провайдеры по новому закону HADOPI должны были выдавать контактные и др. данные о своих пользователях без решения суда, только по запросу правообладателей;
- Установление сомнительного контроля над действиями пользователей интернета с введением дополнительного досье.

Закон был назван также «Законом трёх предупреждений». После получения жалобы от правообладателя или его представителя (например, незаконное скачивание файлов) инициируются три процедуры:
- нарушителю отправляется письмо — претензия. Электронное письмо указывает время претензии. Если в течение 6 месяцев после первой претензии нарушение возникает повторно, то переходим на второй шаг.
- отправляется заказное письмо нарушителю. При невыполнении предписаний по устранению нарушений вызывается третий шаг.
- дело нарушителя отправляется в суд, который может вынести наказание в виде штрафа. Максимальный штраф составляет 1500 евро. До его отмены в 2013 году, суд мог добавить дополнительное наказании в виде приостановления доступа в интернет максимум на один месяц.

При принятии закона предлагалось добровольно установить у пользователей программу-шпион, чтобы правоохранители могли вести учёт, что и когда делает пользователь.
Конституционный Совет (высшая судебная инстанция Франции) вполне предсказуемо признал закон нарушающим нормы французской конституции и заблокировал его. Конституционный Совет отметил, что свободный доступ к средствам коммуникации и интернету в частности является неотъемлемым правом человека. Только в индивидуальных случаях суд может вынести решение перекрыть человеку доступ ко всемирной сети (а не как предлагалось в HADOPI — без всякого суда по письму правообладателя.
После отклонения первого варианта закона был разработан его второй вариант — HADOPI-2. В HADOPI-2 решение об отключении пользователей, скачивающих файлы от интернета принимали бы суды, а не специально созданный комитет по защите авторских прав. Наказания остаются теми же — суд может либо отключить пользователя на год от сети, либо штрафовать до 300 000 евро, либо посадить нарушителя на два года в тюрьму.
Комитет по защите авторских прав получает и систематизирует информацию о нарушениях, следит за исполнением наказаний. Если интернет-провайдер не отключил штрафуемого от интернета, ему тоже выставят штраф (в первой редакции — 3750 евро, во второй — до 5000 евро).

## Принятие закона
Несмотря на сильную поддержку закона президентом Франции Николя Саркози, законопроект был отвергнут французским Национальным собранием 9 апреля 2009 года.. Французское правительство просило пересмотреть законопроект Национальным собранием Франции. .
Дебаты включали обвинения в сомнительной тактике против промоутеров законопроекта. Были жалобы на то, что на официальном сайте правительства исказили законопроект,, что страницы французской Википедии сфальсифицированы по инициативе Министерства культуры 14 февраля 2009 года. и др.

### Сроки
Принятие закона сопровождалось дебатами.
- Законопроект был представлен в Сенат Франции правительством 18 июня 2008 года;
- 23 октября 2008 года правительство сократило прения путём внесения законопроекта в срочном порядке, то есть версия закона может быть прочитана только один раз в каждой палате;
- Законопроект был принят Сенатом 30 октября 2008 года;
- Законопроект был представлен Ассамблее 11 марта 2009 г., где он был изменен, и измененный вариант принят 2 апреля 2009 года;
- 17 мая члены Национального собрания оспорили конституционность закона и представили его для рассмотрения в Конституционный совет;
- 10 июня Конституционный Совет признал основную часть законопроекта неконституционным, нарушающим п. 1789 декларации прав человека и гражданина, в частности, презумпцию невиновности, разделения властей и свободы слова.[8][9];
- 22 октября 2009 года Конституционный Совет утвердил пересмотренную версию закона HADOPI, с поправкой о возможности судебного рассмотрения дела до лишения человека доступа в интернет.[10]

## Применение закона
Со времени принятия закона в 2009 году и до 2013 года во Франции всего один пользователь был приговорен к штрафу в 600 евро..